# Centerkvinnorna
Centerkvinnornas Riksorganisation (CK) är Centerpartiets fristående kvinnoförbund.

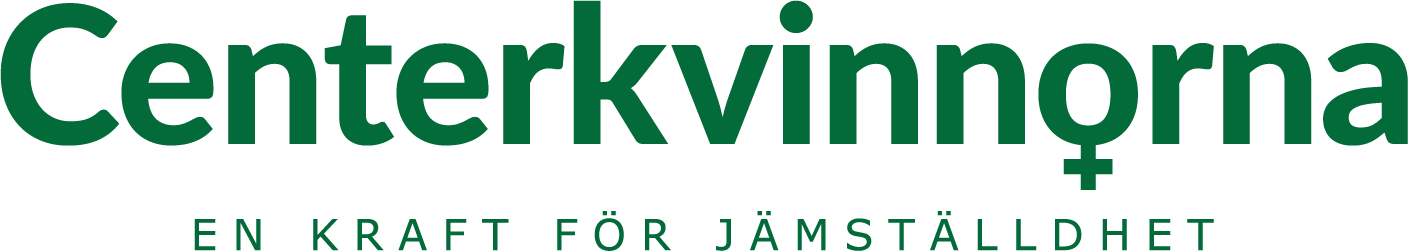
Centerkvinnornas logotyp

Centerkvinnorna är en feministisk organisation som aktivt verkar för jämställdhet i samhället och i Centerpartiet genom att opinionsbilda och utbilda kring samhällsfrågor och jämställdhet. Centerkvinnornas mål är ett samhälle där kvinnor och män, flickor och pojkar har samma grundförutsättningar att förverkliga sig själva och sina drömmar. 
Nuvarande ordförande är Malin Bergman, tidigare regionstyrelsens ordförande i Region Jämtland. Bergman valdes till förbundsordförande 2022. 

## Centerkvinnorna idag[1]
Centerkvinnorna arbetar för att lyfta kvinnor i samhället både politiskt och i samhällsdebatten med den liberala grundläggande tanken om allas lika rätt och värde.
Centerkvinnorna är idag ett förbund med mer än 300 avdelningar runt om i landet. Vartannat år hålls förbundsstämma som är förbundets högsta beslutande organ. Mellan förbundsstämmorna leds förbundet av den valda förbundsstyrelsen. Genom att driva på genom opinionsbildning, påverka partiet och regeringen driver förbundsstyrelsen på i den av förbundsstämman utmejslade politisk riktningen.
Centerkvinnorna arbetar idag utifrån det Jämställdhetspolitiska programmet (JPP) som är Centerkvinnornas politiska ställningstaganden i en rad frågor.

## Historia[2]
1932 bildades Svenska Landsbygdens Kvinnoförbund (SLKF) med författaren Märta Leijon som drivande kraft. När kvinnoförbundet bildades i början av året var medlemsantalet ca 500 stycken men redan under årets slut hade antalet ökat till runt 2000 st.
1933 ägde kvinnoförbundets första förbundsstämma rum i Halland och 2018 firar Centerkvinnorna 85-årsjubileum.  
Under krigstiden växte sig förbundet starkare och 1942 väljs de första kvinnliga landstingsledamöterna inför Bondeförbundet.
1947 finns 265 kommunfullmäktige ledamöter bland medlemmarna. I början av 1950-talet har de ökat till 400 och mot slutet av 1950-talet är de uppe i omkring 600.
På 1950-talet har organisationen närmare 50 000 medlemmar. 
Under 1950-talet arbetar Sveriges kvinnoorganisationer, däribland SLKF, för att kvinnor ska få vigas till prästämbetet. Först 1958 prästvigs den första kvinnan.
Bondepartiet byter namn till Centerpartiet 1958 och SLKF enas 1963 om ett namnbyte till Centerns kvinnoförbund (CKF).
Det är Centerkvinnorna som formar Centerns familjepolitik. Karin Andersson ligger bakom den familjepolitiska motionen som läggs i riksdagen 1964. I den krävs bl.a. valfrihet för föräldrarna, mellan hemarbete och förvärvsarbete och mellan hemmets och samhällets omsorg om barnen.
CKF uttalar sig 1980 för dubbla nomineringar för att öka kvinnorepresentationen. Regeringen borde alltid begära in två namnförslag, en kvinna och en man, i samband med att ledamöter till utredningar, styrelser och nämnder ska tillsättas.
1989 tar förbundsstämman i beslut om namnbyte till Centerkvinnorna.
Under 1990-talet är Centerkvinnorna drivande flertal arbetsmarknadsprojekt bland annat ”Företag tillsammans”.

## Förbundsordförande genom åren[3]
- Märta Leijon, interimsstyrelsens ordförande 1932-1933
- Deri Höglund, 1933-1934
- Ingeborg Friberg, 1934-1938
- Karin Collin, 1939-1965
- Sonja Fredgardh, 1966-1979
- Anna Lisa Nilsson, 1979-1981
- Gunnel Jonäng, 1981-1986
- Gunilla André, 1986-1991
- Karin Starrin, 1991-1993
- Ingbritt Irhammar, 1993-1998
- Lena Ek, 1998-2001
- Viviann Gerdin, 2001-2003
- Annika Qarlsson, 2003-2011
- Gunilla Hjelm, 2011-2016
- Sofia Jarl 2016-2022
- Malin Bergman 2022–

## Andra Centerpartistiska organisationer
- Centerpartiet
- Centerstudenter
- Centerpartiets Ungdomsförbund
- Centerpartiets HBT-nätverk